# Nati nel 1968/Luglio
| Questa pagina contiene informazioni ricavate automaticamente dalle voci biografiche con l'ausilio del template Bio e di un bot. L'aggiornamento è periodico e automatico e ricostruisce completamente la pagina. Se manca una persona in questa lista, sei pregato di non aggiungerla, ma accertati piuttosto che la sua voce biografica contenga il template Bio e che i dati anagrafici siano correttamente compilati. Se il template Bio manca, inseriscilo tu stesso o, in alternativa, metti l'avviso {{tmp\|Bio}} che ne segnala la mancanza. Se i dati riportati sono sbagliati, correggi direttamente la voce biografica; le modifiche saranno visibili in questa lista entro pochi giorni. Per chiarimenti vedi il progetto biografie. La lista contiene solo le 286 persone che sono citate nell'enciclopedia e per le quali è stato implementato correttamente il template Bio. Pagina aggiornata al 18 ago 2025. |

- 1º luglio - Roberta Faccani, cantautrice e attrice italiana
- 1º luglio - Jordi Mollà, attore, regista e sceneggiatore spagnolo
- 1º luglio - Leonid Novickij, pilota di rally russo
- 1º luglio - Cesare Pisoni, snowboarder italiano
- 1º luglio - Karleen Thompson, allenatrice di pallacanestro statunitense
- 2 luglio - Cristiano Bortone, regista cinematografico, produttore cinematografico e sceneggiatore italiano
- 2 luglio - Alberto Colla, compositore, teorico della musica e saggista italiano († 2025)
- 2 luglio - Frédéric Diefenthal, attore francese
- 2 luglio - Ilian Iliev, allenatore di calcio e ex calciatore bulgaro
- 2 luglio - Adrian Knup, ex calciatore svizzero
- 2 luglio - A. E. Stallings, poetessa e traduttrice statunitense
- 2 luglio - Paolo Trianni, teologo e indologo italiano
- 2 luglio - Mehman Yunusov, ex calciatore e allenatore di calcio azero
- 3 luglio - Svein Are Andreassen, ex calciatore norvegese
- 3 luglio - Ramush Haradinaj, politico e militare kosovaro
- 3 luglio - Consuelo Mangifesta, ex pallavolista italiana
- 3 luglio - Petra Moroder, ex sciatrice freestyle italiana
- 3 luglio - Teppo Numminen, ex hockeista su ghiaccio finlandese
- 3 luglio - Jeff Daniel Phillips, attore statunitense
- 3 luglio - Jean-Christophe Rolland, ex canottiere francese
- 4 luglio - Jorge Alcaraz, ex calciatore paraguaiano
- 4 luglio - Polly Higgins, avvocato, scrittrice e attivista scozzese († 2019)
- 4 luglio - Frans Houben, ex cestista olandese
- 4 luglio - Mark Lenzi, tuffatore statunitense († 2012)
- 4 luglio - Derek Loville, ex giocatore di football americano statunitense
- 4 luglio - Dan Maffei, politico statunitense
- 4 luglio - Barbara Mussio, ex pattinatrice di short track italiana
- 4 luglio - Al'bert Pakeev, ex pugile russo
- 4 luglio - Simone Sello, chitarrista, produttore discografico e compositore italiano
- 4 luglio - Annabella Stropparo, mountain biker e ciclocrossista italiana
- 4 luglio - John Wilson, arcivescovo cattolico inglese
- 5 luglio - Ken Akamatsu, fumettista e politico giapponese
- 5 luglio - Gianluca Genoni, apneista italiano
- 5 luglio - Anthon Grimsmo, ex giocatore di curling norvegese
- 5 luglio - Milo Infante, giornalista, conduttore televisivo e autore televisivo italiano
- 5 luglio - Kenji Itō, compositore giapponese
- 5 luglio - Darin LaHood, politico statunitense
- 5 luglio - Radu Mazăre, politico rumeno
- 5 luglio - Angela Milanese, cantautrice italiana
- 5 luglio - Ximena Rincón, politica e avvocata cilena
- 5 luglio - Rossella Seno, cantante e attrice italiana
- 5 luglio - Hedi Slimane, designer francese
- 5 luglio - Giuseppe Ivan Soffiato, ex giavellottista italiano
- 5 luglio - Michael Stuhlbarg, attore statunitense
- 5 luglio - Henk Vos, ex calciatore olandese
- 5 luglio - Susan Wojcicki, imprenditrice statunitense († 2024)
- 5 luglio - Alex Zülle, ex ciclista su strada svizzero
- 6 luglio - Giuliano Agazzi, ex pallavolista italiano
- 6 luglio - Tiit Aleksejev, scrittore estone
- 6 luglio - Andrej Aleksin, musicista e cantante russo
- 6 luglio - Ana Lúcia Castilho da Mota, ex cestista brasiliana
- 6 luglio - John Dickerson, giornalista statunitense
- 6 luglio - Sylvain Guillaume, ex combinatista nordico francese
- 6 luglio - Michael Klinkert, ex calciatore tedesco
- 6 luglio - Noel Van Horn, fumettista statunitense
- 6 luglio - Takeshi Yūki, ex cestista giapponese
- 7 luglio - Amy Carlson, attrice statunitense
- 7 luglio - Robert Cissé, arcivescovo cattolico maliano
- 7 luglio - Diana Dudeva, ex ginnasta bulgara
- 7 luglio - Jorja Fox, attrice statunitense
- 7 luglio - Paolo Galimberti, imprenditore e politico italiano
- 7 luglio - Mirco Gualdi, ex ciclista su strada italiano
- 7 luglio - Danny Jacobs, attore e doppiatore statunitense
- 7 luglio - Mike Mangan, tastierista statunitense
- 7 luglio - Gaetano Mura, navigatore e velista italiano
- 7 luglio - Simona Nocerino, politica italiana
- 7 luglio - Luiza Noskova, ex biatleta russa
- 7 luglio - Antonello Palombi, tenore italiano
- 7 luglio - Allen Payne, attore statunitense
- 7 luglio - Philippe Rousselet, produttore cinematografico francese
- 7 luglio - Tricia Sullivan, scrittrice statunitense
- 7 luglio - Tupãzinho, ex calciatore brasiliano
- 7 luglio - Jeff VanderMeer, scrittore e editore statunitense
- 8 luglio - Thom Fitzgerald, regista, sceneggiatore e produttore cinematografico statunitense
- 8 luglio - Billy Crudup, attore statunitense
- 8 luglio - KatieJane Garside, cantante britannica
- 8 luglio - Valerio Giambalvo, ex nuotatore italiano
- 8 luglio - John Mannion, politico statunitense
- 8 luglio - Alfonso Rueda, politico spagnolo
- 8 luglio - Christian Saceanu, ex tennista tedesco
- 8 luglio - Rashid Sidek, ex giocatore di badminton malaysiano
- 8 luglio - Akio Suyama, doppiatore giapponese
- 8 luglio - Sangita Tripathi, ex schermitrice francese
- 8 luglio - Roman Vonášek, ex calciatore ceco
- 8 luglio - Michael Weatherly, attore statunitense
- 9 luglio - Álex Aguinaga, allenatore di calcio e ex calciatore ecuadoriano
- 9 luglio - Oleksandr Babij, ex calciatore ucraino
- 9 luglio - Paolo Di Canio, ex calciatore e allenatore di calcio italiano
- 9 luglio - Federico Guglielmo, violinista e direttore d'orchestra italiano
- 9 luglio - Elin Kristiansen, ex biatleta norvegese
- 9 luglio - Elisabetta Perrone, ex marciatrice italiana
- 9 luglio - Eduardo Santamarina, attore messicano
- 9 luglio - Giorgio Venturin, dirigente sportivo, allenatore di calcio e ex calciatore italiano
- 9 luglio - Arjan Xhumba, ex calciatore albanese
- 10 luglio - Luca Barzaghi, ex maratoneta, ex mezzofondista e ex triatleta italiano
- 10 luglio - Hassiba Boulmerka, ex mezzofondista algerina
- 10 luglio - Angelo Lorenzo Crespi, giornalista, critico d'arte e saggista italiano
- 10 luglio - Edgar Müller, pittore tedesco
- 10 luglio - Lorenzo Nannoni, tennistavolista italiano
- 10 luglio - Gabriela Pérez del Solar, ex pallavolista e politica peruviana
- 10 luglio - David Sebasti, attore argentino
- 10 luglio - Jorge Volpi, scrittore e saggista messicano
- 10 luglio - Ashin Wirathu, monaco buddhista birmano
- 11 luglio - Mark Fisher, filosofo, sociologo e critico musicale britannico († 2017)
- 11 luglio - Roberto Fogli, allenatore di calcio e ex calciatore italiano
- 11 luglio - Andrea Mazzantini, allenatore di calcio e ex calciatore italiano
- 11 luglio - Claudio Nitti, allenatore di calcio e ex calciatore italiano
- 11 luglio - Damir Tvrdić, ex cestista croato
- 11 luglio - Conrad Vernon, doppiatore, animatore e regista statunitense
- 12 luglio - Fumiaki Aoshima, ex calciatore giapponese
- 12 luglio - Belkis Aquino, ex cestista dominicana
- 12 luglio - Gabriele Brocani, conduttore radiofonico italiano
- 12 luglio - Marek Gorzelniak, sollevatore polacco
- 12 luglio - Janne Kolling, ex pallamanista danese
- 12 luglio - Amedeo Mangone, allenatore di calcio e ex calciatore italiano
- 12 luglio - Catherine Plewinski, ex nuotatrice francese
- 13 luglio - Kai Bjorn, velista canadese
- 13 luglio - Roberto Cota, politico italiano
- 13 luglio - Massimiliano Fiondella, calciatore italiano († 2009)
- 13 luglio - Robert Gant, attore statunitense
- 13 luglio - Marco Lanna, dirigente sportivo e ex calciatore italiano
- 13 luglio - Silke Meier, ex tennista tedesca
- 13 luglio - Omi Minami, doppiatrice giapponese
- 14 luglio - Stefano Daniel, allenatore di calcio, dirigente sportivo e ex calciatore italiano
- 14 luglio - Samantha Gori, ex cestista italiana
- 14 luglio - Hwang Sun-hong, allenatore di calcio e ex calciatore sudcoreano
- 14 luglio - Luigi Iacovelli, militare italiano
- 14 luglio - Mitsuaki Kojima, ex calciatore giapponese
- 14 luglio - Gino Sabatini Odoardi, artista italiano
- 14 luglio - Mark Sutcliffe, politico, giornalista e editore canadese
- 15 luglio - Primož Bačar, ex cestista sloveno
- 15 luglio - Leticia Calderón, attrice messicana
- 15 luglio - Rosalinda Celentano, attrice e cantante italiana
- 15 luglio - Manuela Doriani, conduttrice radiofonica, disc jockey e scrittrice spagnola
- 15 luglio - Rune Gjerde, ex calciatore norvegese
- 15 luglio - Eddie Griffin, attore statunitense
- 15 luglio - John Joseph Kennedy, arcivescovo cattolico e teologo irlandese
- 15 luglio - Stan Kirsch, attore e regista statunitense († 2020)
- 15 luglio - James Martin, ex cestista statunitense
- 15 luglio - Shirley Robertson, velista britannica
- 16 luglio - Leonid Agutin, cantante russo
- 16 luglio - Carlos Briones, ex calciatore messicano
- 16 luglio - Sigurd Brørs, ex fondista norvegese
- 16 luglio - Germán Carty, ex calciatore peruviano
- 16 luglio - Walid Doumiati, ex cestista libanese
- 16 luglio - Tahar El Khalej, ex calciatore marocchino
- 16 luglio - Veronica Kaup-Hasler, critica teatrale, drammaturga e politica austriaca
- 16 luglio - Leo Peelen, pistard olandese († 2017)
- 16 luglio - Paul Reece, ex calciatore inglese
- 16 luglio - Barry Sanders, ex giocatore di football americano statunitense
- 16 luglio - Larry Sanger, filosofo statunitense
- 16 luglio - Antonio Santarelli, carabiniere italiano († 2012)
- 16 luglio - Aleksandr Verižnikov, ex giocatore di calcio a 5 e ex calciatore russo
- 16 luglio - Corona, cantante e modella brasiliana
- 17 luglio - Francesca Carbone, ex velocista italiana
- 17 luglio - Hakan Fidan, politico e funzionario turco
- 17 luglio - Davis Kamoga, ex velocista ugandese
- 17 luglio - Beth Littleford, attrice e personaggio televisivo statunitense
- 17 luglio - Daniel Monzón, regista, sceneggiatore e attore spagnolo
- 17 luglio - Bitty Schram, attrice statunitense
- 17 luglio - Christian Taylor, sceneggiatore, regista e produttore televisivo britannico
- 17 luglio - Leanne Walker, ex cestista neozelandese
- 17 luglio - Birgit Wolfram, ex sciatrice alpina austriaca
- 17 luglio - Yang Xinhai, serial killer cinese († 2004)
- 18 luglio - Elida Agüero, ex schermitrice argentina
- 18 luglio - Rolando Arrojo, giocatore di baseball cubano
- 18 luglio - Grant Bowler, attore e conduttore televisivo neozelandese
- 18 luglio - Alex Désert, attore e musicista haitiano
- 18 luglio - Jonathan Gould, allenatore di calcio e calciatore scozzese
- 18 luglio - Tania Kernaghan, cantante australiana
- 18 luglio - Zoran Milinković, allenatore di calcio e ex calciatore serbo
- 18 luglio - Yukinori Miyabe, pattinatore di velocità su ghiaccio giapponese († 2017)
- 18 luglio - John Pelphrey, allenatore di pallacanestro e ex cestista statunitense
- 18 luglio - Raúl Pérez Ramos, ex cestista spagnolo
- 18 luglio - Frantz Philippe, ex schermidore francese
- 18 luglio - Iōannīs Plakiōtakīs, politico greco
- 18 luglio - Andre Royo, attore statunitense
- 18 luglio - Ibragim Samadov, ex sollevatore sovietico
- 18 luglio - Sukhwinder Singh, cantante indiano
- 18 luglio - Stefan Sultana, ex calciatore maltese
- 18 luglio - Tania Bruguera, performance artist cubana
- 18 luglio - Robert Wilson, allenatore di hockey su ghiaccio e ex hockeista su ghiaccio canadese
- 19 luglio - Ketevan Arachamija, scacchista georgiana
- 19 luglio - Sascha Bigler, regista e sceneggiatore svizzero
- 19 luglio - LeRoy Butler, ex giocatore di football americano statunitense
- 19 luglio - Ivan Del Prato, allenatore di calcio e ex calciatore italiano
- 19 luglio - Carmen Fiano, ultramaratoneta italiana
- 19 luglio - William Houston, attore britannico
- 19 luglio - Pavel Kuka, allenatore di calcio e ex calciatore ceco
- 19 luglio - Matthew Libatique, direttore della fotografia statunitense
- 19 luglio - Adam Matysek, ex calciatore polacco
- 19 luglio - Midori, ex attrice pornografica statunitense
- 19 luglio - Aya Sugimoto, attrice, cantante e modella giapponese
- 20 luglio - André Barcinski, giornalista, critico musicale e critico cinematografico brasiliano
- 20 luglio - Lorenza Bonaccorsi, politica italiana
- 20 luglio - Akihiro Hino, imprenditore e autore di videogiochi giapponese
- 20 luglio - Kool G Rap, rapper statunitense
- 20 luglio - Pascal Lavanchy, ex danzatore su ghiaccio francese
- 20 luglio - Hami Mandıralı, allenatore di calcio e ex calciatore turco
- 20 luglio - Michael Park, attore statunitense
- 20 luglio - Rosanna Piturru, ex modella e giornalista italiana
- 20 luglio - Pasquale Russo Maresca, pittore italiano († 2020)
- 20 luglio - Chris Seavor, doppiatore e autore di videogiochi britannico
- 21 luglio - Samuli Edelmann, attore e cantante finlandese
- 21 luglio - Brandi Chastain, ex calciatrice statunitense
- 21 luglio - Racquel Darrian, ex attrice pornografica statunitense
- 21 luglio - Álvaro Gutiérrez, allenatore di calcio e ex calciatore uruguaiano
- 21 luglio - Nicola Ottaviani, politico italiano
- 22 luglio - Giuseppe Battiston, attore e regista italiano
- 22 luglio - Arno Geiger, scrittore e drammaturgo austriaco
- 22 luglio - Mizuko Itō, antropologa giapponese
- 22 luglio - Caterina Ruggeri, giornalista e conduttrice televisiva italiana
- 23 luglio - Elden Campbell, ex cestista statunitense
- 23 luglio - Jean-Marc Chanelet, ex calciatore francese
- 23 luglio - Beth Ehlers, attrice statunitense
- 23 luglio - Shawn Levy, regista, attore e produttore cinematografico canadese
- 23 luglio - Andrej Linevič, ex giocatore di calcio a 5 kazako
- 23 luglio - Elvira Mínguez, attrice spagnola
- 23 luglio - Lara Orfei, circense, personaggio televisivo e attrice italiana
- 23 luglio - Chris Pavone, scrittore statunitense
- 23 luglio - Gary Payton, ex cestista statunitense
- 23 luglio - Konstantin Pikalov, mercenario e militare russo
- 23 luglio - Stephanie Seymour, supermodella statunitense
- 24 luglio - Kristin Chenoweth, cantante e attrice statunitense
- 24 luglio - Cecilia Dahlman, ex tennista svedese
- 24 luglio - Troy Kotsur, attore, regista e produttore cinematografico statunitense
- 24 luglio - Laura Leighton, attrice statunitense
- 25 luglio - John Grant, musicista e cantautore statunitense
- 25 luglio - Paolo Lanfranchi, ex ciclista su strada italiano
- 25 luglio - Asghar Modir Rosta, allenatore di calcio, ex calciatore e ex giocatore di calcio a 5 iraniano
- 25 luglio - Ronald Wenaas, ex calciatore norvegese
- 26 luglio - Ed Alonzo, illusionista, comico e attore messicano
- 26 luglio - Christine Anderson, politica tedesca
- 26 luglio - Yasmine Etemad-Amini, attivista e avvocata iraniana
- 26 luglio - Antonio Felici, giornalista, saggista e scrittore italiano
- 26 luglio - Dominic Kinnear, allenatore di calcio e ex calciatore statunitense
- 26 luglio - Vítor Pereira, allenatore di calcio e ex calciatore portoghese
- 26 luglio - Claudio Pol Bodetto, ex cestista italiano
- 26 luglio - Olivia Williams, attrice britannica
- 27 luglio - Boško Anić, allenatore di calcio e ex calciatore croato
- 27 luglio - Maria Grazia Cucinotta, attrice, produttrice cinematografica e ex modella italiana
- 27 luglio - Cliff Curtis, attore neozelandese
- 27 luglio - Julija Garaeva, ex schermitrice russa
- 27 luglio - Tia Huttunen, ex cestista finlandese
- 27 luglio - Samuel Matete, ex ostacolista zambiano
- 27 luglio - Julian McMahon, attore australiano († 2025)
- 27 luglio - Richard Nizielski, ex pattinatore di short track australiano
- 27 luglio - Vinay Pathak, attore e produttore cinematografico indiano
- 27 luglio - Ricardo Rosset, pilota di Formula 1 brasiliano
- 27 luglio - Jorge Salinas, attore messicano
- 27 luglio - Christina Singer, ex tennista tedesca
- 28 luglio - Fausta Bergamotto, politica italiana
- 28 luglio - Sébastien Courivaud, attore e fotografo francese
- 28 luglio - Luis Javier Delgado, ex calciatore costaricano
- 28 luglio - Adama Diop, cestista senegalese († 1997)
- 28 luglio - Max Giusti, comico, cabarettista e imitatore italiano
- 28 luglio - José Jaime González, ex ciclista su strada colombiano
- 28 luglio - Shin'ya Hasegawa, animatore e character designer giapponese
- 28 luglio - Marianne Muis, ex nuotatrice olandese
- 28 luglio - Mildred Muis, ex nuotatrice olandese
- 28 luglio - Ettore Rosato, politico italiano
- 28 luglio - Barbara Schaffner, politica svizzera
- 28 luglio - Péter Vánky, ex schermidore svedese
- 28 luglio - Eduardo Velasco, attore spagnolo
- 29 luglio - Kristen Babb-Sprague, sincronetta statunitense
- 29 luglio - Cisco, cantautore italiano
- 29 luglio - Alan Cox, informatico e hacker britannico
- 29 luglio - Scott Handy, attore britannico
- 29 luglio - Nathalie Housset, ex tennista francese
- 29 luglio - Paavo Lötjönen, violoncellista finlandese
- 29 luglio - Piero Sidoti, cantautore e attore teatrale italiano
- 29 luglio - Flórián Urbán, ex calciatore ungherese
- 29 luglio - Andrea Zalone, autore televisivo, doppiatore e attore italiano
- 30 luglio - Michele Boccardi, politico italiano
- 30 luglio - Cristiano Bodo, vescovo cattolico italiano
- 30 luglio - Vladimiro Caramel, ex calciatore italiano
- 30 luglio - Terry Crews, attore, ex giocatore di football americano e conduttore televisivo statunitense
- 30 luglio - Sofie Gråbøl, attrice danese
- 30 luglio - Robert Korzeniowski, ex marciatore polacco
- 30 luglio - Gilles Maignan, ex ciclista su strada francese
- 30 luglio - Sean Moore, batterista e trombettista britannico
- 30 luglio - Michele Rocco, ex pallavolista italiano
- 30 luglio - Steve Rogers, ex cestista e allenatore di pallacanestro statunitense
- 31 luglio - D-Dot, rapper e produttore discografico statunitense
- 31 luglio - Knut Holmann, ex canoista norvegese
- 31 luglio - Andre Ware, ex giocatore di football americano statunitense